# Otsuki Shuhei
Otsuki Shuhei (大槻 周平 (Đại Quy Chu Bình)), sinh ngày 26 tháng 5 năm 1989, là một cầu thủ bóng đá người Nhật Bản thi đấu cho Vissel Kobe.

## Thống kê câu lạc bộ
Cập nhật đến ngày 23 tháng 2 năm 2018.
| Thành tích câu lạc bộ | Thành tích câu lạc bộ | Thành tích câu lạc bộ | Giải vô địch | Giải vô địch | Cúp                   | Cúp                   | Cúp Liên đoàn | Cúp Liên đoàn | Tổng cộng | Tổng cộng |
| Mùa giải              | Câu lạc bộ            | Giải vô địch          | Số trận      | Bàn thắng    | Số trận               | Bàn thắng             | Số trận       | Bàn thắng     | Số trận   | Bàn thắng |
| Nhật Bản              | Nhật Bản              | Nhật Bản              | Giải vô địch | Giải vô địch | Cúp Hoàng đế Nhật Bản | Cúp Hoàng đế Nhật Bản | J. League Cup | J. League Cup | Tổng cộng | Tổng cộng |
| --------------------- | --------------------- | --------------------- | ------------ | ------------ | --------------------- | --------------------- | ------------- | ------------- | --------- | --------- |
| 2012                  | Shonan Bellmare       | J2 League             | 19           | 5            | 2                     | 2                     | -             | -             | 21        | 7         |
| 2013                  | Shonan Bellmare       | J1 League             | 14           | 0            | 1                     | 0                     | 3             | 1             | 18        | 1         |
| 2014                  | Shonan Bellmare       | J2 League             | 15           | 4            | 0                     | 0                     | -             | -             | 15        | 4         |
| 2015                  | Shonan Bellmare       | J1 League             | 32           | 4            | 2                     | 0                     | 3             | 0             | 37        | 4         |
| 2016                  | Shonan Bellmare       | J1 League             | 27           | 2            | 2                     | 1                     | 4             | 1             | 33        | 4         |
| 2017                  | Vissel Kobe           | J1 League             | 14           | 1            | 5                     | 0                     | 1             | 1             | 20        | 2         |
| Tổng                  | Tổng                  | Tổng                  | 121          | 16           | 12                    | 3                     | 11            | 3             | 144       | 22        |